# Lee Kuan Yew
Lee Kuan Yew (em chinês: 李光耀, pinyin: Lǐ Guāngyào; nome de batismo: Harry Lee Kuan Yew) (16 de setembro de 1923 - 23 de março de 2015) foi um político de Singapura. Foi primeiro-ministro de Singapura de 1959 a 1990.
Depois de formar-se pela London School of Economics, Lee formou-se no Fitzwilliam College, Cambridge, com honras em direito de primeira classe. Tornou-se advogado do Templo do Meio, em 1950, e exerceu advocacia até 1959. Lee co-fundou o Partido de Ação do Povo (PAP), em 1954, e foi seu primeiro secretário-geral, até 1992, levando o partido a oito vitórias consecutivas. Depois que Lee decidiu deixar o cargo de Primeiro Ministro, em 1990, ele atuou como Ministro Sênior, sob seu sucessor Goh Chok Tong, até 2004, depois como Ministro Mentor (um posto consultivo), até 2011, sob seu próprio filho Lee Hsien Loong. No total, Lee ocupou sucessivas posições ministeriais, por 56 anos. Ele serviu a seu distrito eleitoral de Tanjong Pagar por quase 60 anos, como membro do parlamento, até sua morte em 2015. Desde 1991, ele dirigia o grupo constituinte de cinco membros do Grupo Tanjong Pagar e permaneceu sem oposição por um recorde de cinco eleições.
Co-fundador e secretário-geral do Partido da Ação Popular (PAP), Lee levou o partido a uma vitória esmagadora nas eleições de 1959, coordenou a separação de Singapura da Federação da Malásia em 1965 e foi o líder nacional durante a transformação de Singapura. O estadista, no entanto, foi bastante criticado por violações de direitos humanos. Durante seu governo, ele estabeleceu restrições à liberdade de expressão que ainda estão em prática no país.
Phil Roberson, da Human Rights Watch, reconhece a importância de Lee no desenvolvimento do país, mas lembra ao Wall Street Journal que muito dessa evolução se deveu a atentados contra os direitos humanos. “O papel de Lee Kuan Yew no desenvolvimento económico na Singapura foi tremendo, mas aconteceu também à custa dos direitos humanos. A restrita liberdade de expressão, a autocensura e a democracia multipartidária atrofiada são também parte do seu legado, que a Singapura necessita ultrapassar.”